# 모리하이
모리하이(毛里孩 몽골어:ᠮᠤᠤᠯᠢᠬᠠᠢ, 키릴 문자:Муулихай, ? ~ 1468년)는 몽골 북원의 유력 귀족으로, 보르지긴 가문 출신이며 몽골 옹구트부 또는 온니구트부의 수령이었다. 벨구테이의 12대손이다. 일설에는 주치 카사르의 후손이라는 설도 있다. 그는 자신을 광령왕(廣寧王)이라 지칭했다.
중국측 사서에는 난나하이(卯那孩), 난리하이(卯里孩), 모리하이왕(毛里孩王), 목리왕(木里王), 마리카이 왕(摩裏海王), 무차라이 왕(毛禮海王), 황령왕(黃苓王)으로 나타나며, 황령왕은 쿠빌라이 카안이 벨구테이의 후손에게 봉한 광령왕(廣寧王)을 명나라 장수가 오번역한 것이다.
1454년 에센 타이시 칸을 축출ㄹ하고, 카라친부의 보라이와 함께 몽골고원을 장악했다. 1465년 마르코르기스 칸을 살해하고 그의 형제 멀런 칸을 추대했다. 1466년 멀런 칸이 살해된 후, 명나라 성화제가 몽골을 토벌하려 했으나 통공을 요청하여 무마시켰다. 일설에는 1466년부터 그가 칸을 자처했다는 설이 있다.

## 생애
명나라 사서에는 난나하이(卯那孩), 난리하이(卯里孩), 모리하이왕(毛里孩王), 목리왕(木里王), 마리카이 왕(摩裏海王), 무차라이 왕(毛禮海王), 황령왕(黃苓王) 등으로 나타난다. 벨구테이의 후손에게 증여되었던 광령왕(廣寧王)의 오번역이다. 광령왕 작위는 원나라 멸망 이후에도 유지되었다. 1466년 멀런 칸을 시해하고 만돌 칸을 추대하였다. 모리하이는 몽골어로 나쁜, 좋지 않은, 못생긴 이라는 뜻을 의미한다.
1454년 오이라트부 출신 에센 타이시 칸을 살해하는데 가담하고, 카라친부의 보라이와 함께 몽골고원에 대한 권력을 획득했다. 그는 볼라이와 함께 마르코르기스 칸을 칸으로 추대했다. 모리하이와 보라이는 알 수 없는 어떤 이유로 갈등하여 싸우던 중 1465년 마르코르기스 칸을 암살하고, 그의 형제 혹은 이복 형제인 멀런 칸을 옹립했다. 부하들이 그를 칸으로 추대했지만 그는 거절했고, 마르코르기스 칸의 형제 혹은 이복 형제인 멀런 칸을 추대했다. 바로 반대파인 나라출(斡羅出)을 추방하고 몽골 내의 실권을 단독으로 장악하고, 명나라의 대동에 침입했다.
1466년 멀런 칸이 살해된 후, 모리하이는 새로운 칸을 세우지 않고 북원의 공위 시대가 시작되었다. 1467년 명나라의 황제 성화제는 무령후 주영 등에 모리하이 토벌을 명했지만, 모리하이가 통공을 원했기 때문에 원정은 멈추었다. 이때 모리하이가 칸을 지칭했는지 여부는 이견이 있다.이듬해 1468년 명나라 급사중 정만리(程万里)는 모리하이의 토벌을 상주하지만, 그의 건의는 용납되지 않았다.
모리하이는 조치 카사르의 후예인 카르틴부의 우네바라트에 패해 몰락, 쿠니 자브한의 숙영지에서 6명의 아들과 함께 살해당했다.
| 전임 멀런 칸 | 몽골의 통치자 1466 ~ 1468년 | 후임 만돌 칸 |